# Margarita Mkrtchian
Margarita Gagamovna Mkrtchian –en ruso, Маргарита Гагамовна Мкртчян– (Vorónezh, 6 de abril de 1981–11 de julio de 2013) fue una deportista rusa que compitió en taekwondo. Ganó cuatro medallas en el Campeonato Europeo de Taekwondo entre los años 2002 y 2008.

## Palmarés internacional
| Campeonato Europeo | Campeonato Europeo    | Campeonato Europeo | Campeonato Europeo |
| Año                | Lugar                 | Medalla            | Categoría          |
| ------------------ | --------------------- | ------------------ | ------------------ |
| 2002               | Samsun (Turquía)      | Medalla de plata   | –59 kg             |
| 2004               | Lillehammer (Noruega) | Medalla de bronce  | –55 kg             |
| 2006               | Bonn (Alemania)       | Medalla de plata   | –55 kg             |
| 2008               | Roma (Italia)         | Medalla de plata   | –55 kg             |